# Districtul Squamish-Lillooet

Districtul Squamish-Lillooet

Districtul Squamish-Lillooet este situat în provincia canadiană Columbia Britanică. Districtul are capitala la Pamberton, ocupă o suprafață de 16.353,68 km² și are circa 33.011 locuitori (2001).

## Localități
- Lillooet
- Pemberton
- Squamish
- Whistler